# Micha Sharir

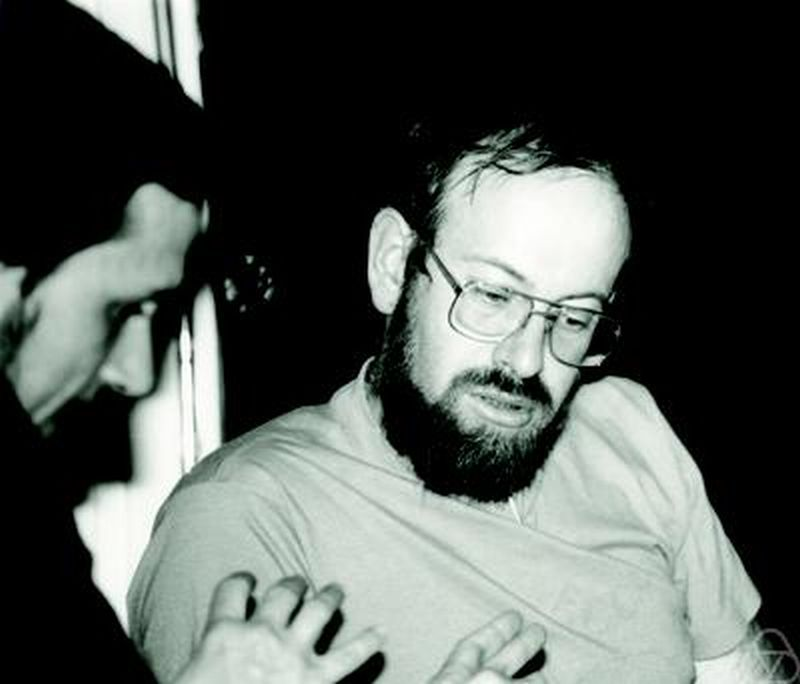
Micha Sharir

Micha Sharir (* 8. Juni 1950 in Tel Aviv) ist ein israelischer Mathematiker und  Informatiker, der sich mit algorithmischer und kombinatorischer Geometrie und geometrischer Optimierung befasst mit Anwendungen in der Robotik. Er ist Professor für Informatik an der Universität Tel Aviv.
Sharir gewann als Jugendlicher einen Mathematikwettbewerb des Weizmann-Instituts und erhielt den Grossman Preis des Technion. Nach dem Bachelor-Abschluss 1970 leistete er seinen Wehrdienst in einer Forschungseinheit, die 1975 den Israel Defense Prize erhielt. 1976 wurde er bei Aldo Lazar an der Universität Tel Aviv promoviert (Extreme Operators Between Banach Spaces). Als Post-Doktorand war er am Courant-Institut der New York University bei Jacob T. Schwartz. Ab 1980 lehrte er an der Universität Tel Aviv, wo er Isaias Nizri Professor für algorithmische Geometrie und Robotik ist. Er war auch Gastprofessor am Courant Institute und war dort 1985 bis 1989 stellvertretender Direktor des Robotik-Labors. Er ist einer der Gründer des Minerva Center for Geometry an der Universität Tel Aviv und war zweimal Leiter der Informatik-Abteilung und 1997 bis 1999 Leiter der mathematischen Fakultät.
1997 wurde er Fellow der Association for Computing Machinery, erhielt 2002 den Landau-Preis und 1999 den Feher Foundation Prize in Informatik. 1996 wurde er Ehrendoktor der Universität Utrecht. 2007 erhielt er den EMET-Preis. 2018 wurde er zum Mitglied der Israelischen Akademie der Wissenschaften gewählt. Für 2025 wurde Sharir der Knuth-Preis zugesprochen.

## Schriften (Auswahl)
- mit Jacob T. Schwartz (Hrsg.): Planning, geometry, and complexity of robot motion, Norwood: Ablex Publ. 1987
- mit Pankaj K. Agarwal: Davenport-Schinzel Sequences and Their Geometric Applications, Cambridge UP 1995
- mit P. Agarwal: Algorithmic techniques for geometric optimization, in: J. van Leeuwen (Hrsg.), LN Computer Science 1000, Springer 1995, S. 234–253
- Motion planning, in: J. E. Goodman, J. O’Rourke (Hrsg.), Handbook of Discrete and Computational Geometry, CRC Press, 1997, S. 733–754
- mit D. Halperin: Arrangements, in: J. E. Goodman, J. O’Rourke, C. D. Toth (Hrsg.), Handbook of Discrete and Computational Geometry, CRC Press, 3. Auflage, 2017
- mit P. Agarwal: Efficient algorithms for geometric optimization, ACM Computing Surveys, Band 30, 1998, S. 412–458.